# 一条かれん
一条 かれん（いちじょう かれん）は、小林尽の漫画『スクールランブル』や、テレビアニメ『スクールランブル』などの派生作品に登場する架空の人物。アニメの声優は南里侑香（一学期・一学期補習）、MAKO（二学期・三学期）。その他の人物についてはスクールランブルの登場人物を参照。

## プロフィール
- 身長：160cm
- 血液型：A型
- 年齢：16歳→17歳→?
- 誕生日：1月7日
- 星座：山羊座
- 学校：矢神学院高等学校
- クラス：2年C組
- 尊敬する人物：アレクサンダー・カレリン
- 成績（上から龍→ライオン→象→亀）
  - 現国：象
  - 古典：象
  - 数学：象
  - 化学：象
  - 物理：象
  - 世界史：象
  - 英語：ライオン
  - 美術：象
  - 保体：龍

## 人物

### 「スクールランブル」における一条
塚本天満たちと同じ2-Cに在籍する女子生徒。
やや幼い容姿に短めの髪の一部を編み込んだ独特の髪形をしている。
真面目で控えめな性格で、高校1年の頃まではただひたすら部活に打ち込むのみで、恋愛とは無縁な高校生活を送っていた。しかし、2年の夏休みにクラスメイトの今鳥恭介に言われた何気ない一言がその後の一条を変えていくことになり、以後今鳥を強く意識することになる。当初はそっけない今鳥に振り回されるのみであったが、時が経つにしたがって一条の方が優位に立つことも多くなっていった。
アマレス部に所属している。ただしレスリングに興味があったわけではなく、入学式で隣の席だった同級生に誘われたから入部したに過ぎなかった。しかしそこで思わぬ才能を発揮することになる。その容姿からは想像できないほどの怪力と格闘センスを持っており、それがいかんなく発揮されている。また闘争心は強い方ではないが、強い相手に出会うと体が勝手に反応して無意識のうちにプロレス技を決めることもある。そのため周防美琴やララ・ゴンザレスとともに「武神」と称されている。
中学時代からの同級生で2-Cでも同じクラスである嵯峨野恵や結城つむぎと非常に仲がよく、3人で行動することも多い。またララにはアマレスのライバルとして強いライバル意識をされている一方、私生活では一緒にバイトをしたり日本での生活に不慣れなララを何かと気にかけたりと仲が良い。
母親と年の離れた弟の康介の3人暮らし。働きに出ていて帰宅が遅い母親の代わりに家事をする事が多いため、炊事などは得意。部屋も康介と共用で、一条自身は二段ベッドの下段を使用している。
スタイルは良い方で、同級生からも褒められるほどである。
歌唱力は抜群で、文化祭では烏丸率いるバンドのヴォーカルをつとめた。
言葉遣いは丁寧で、同級生に対しても敬語を多用する。一人称は「私（わたし）」である。呼称は天満が「カレリン」、ララが「イチ・ジョー」、今鳥が「イチさん」、嵯峨野・結城・播磨が「一条」、周防・沢近・高野が「一条さん」、花井が「一条くん」。基本的にクラスの女子は「一条さん」、男子は「一条」と呼ぶ。

### 外伝「スクールランブルZ」における一条
本編とリンクしている可能性があるもののみを時系列順に紹介する。
- 今鳥からプロレスで挑戦され勝利した直後、遠まわしの告白をうけた。
- 卒業式では今鳥のことを「恭介」と呼ぶシーンがある。

## 人気投票
いずれも週刊少年マガジン誌上にて実施された。
| 大会名                    | 実施時期   | 発表 | 順位 | 得票率 | 備考                  |
| ------------------------- | ---------- | ---- | ---- | ------ | --------------------- |
| 第1回キャラクター人気投票 | 2003年9月  | 12月 |      |        | 不参加                |
| 第2回キャラクター人気投票 | 2004年6月  | 9月  | 5位  | 8.0%   | 女性キャラクター中4位 |
| 第3回キャラクター人気投票 | 2005年10月 | 11月 | 6位  | 5.7%   | 女性キャラクター中5位 |

## 音楽

### イメージミニアルバム
アニメ『スクールランブル』の放送にあわせて発売されたイメージミニアルバ
ムの第6弾『一条かれん』（2005年3月24日発売）がこれにあたる。発売元はスターチャイルド。収録時間は47分。CDコードはKICA-674。ジャケットは小林尽書き下ろしによる一条のイラスト。主な構成は以下のとおり（順番どおりではない）。
- ドラマ（いずれも一条が絡んだもの）
  - ♯01 巌流島
  - ♯02 TRY
  - ミニドラマ5本

- 歌（全ての曲のオフ・ヴォーカル・バージョンも同時収録）
  - 毎日がRendez-vous

作詞：相吉志保 / 作曲・編曲：大森俊之 / 歌：南里侑香
  - スキダカラ。

作詞：和泉優 / 作曲・編曲：岩戸崇 / 歌：佐伯美愛
- その他（おまけ的な要素が多い）
  - Title Call
  - BGM集
  - 予告
  - CM
  - スクランブル・ショック!!

### キャラクターソング
これまでに3曲発表されている。
- 毎日がRendez-vous

作詞 - 相吉志保 / 作曲・編曲 - 大森俊之 / 歌 - 南里侑香
イメージミニアルバム「一条かれん」。スクールランブル Super Twin Album ～School After～に収録（いずれもスターチャイルドより発売）
- Girls Can Rock

作詞 - 竹中あこ / 作曲・編曲 - 大森俊之 / 歌 - Lia
スクールランブル 二学期 オリジナルサウンドトラック 「矢神音楽祭」。スクールランブル 二学期 ボーカルベスト「矢神のど自慢」に収録（いずれもマーベラスエンターテイメントより発売）
- Feel like a girl

作詞 - 竹中あこ / 作曲・編曲 - 大森俊之 / 歌 - Lia
スクールランブル 二学期 オリジナルサウンドトラック 「矢神音楽祭」。スクールランブル 二学期 ボーカルベスト「矢神のど自慢」に収録（いずれもマーベラスエンターテイメントより発売）
このうち「毎日がRendez-vous」のメロディーをアレンジしたサウンドが数種類存在し、アニメの中（主に一条が登場している場面）でBGMとして使用されている。

## 豆知識
- 名前の由来は京都の一条通。
- 原作での初登場は♯47（コミックス第4巻収録）である。ちなみにアニメではこれに該当する話より以前である一学期の♯02からの登場（ただし後に発売されたOVAではこれよりさらに以前にあたる話にしている）で、初めてセリフが登場するのは♯07（これも原作の初登場話より以前）である。
- コミックスの書き下ろし企画で周防に関連したものに通知表（3巻）、トレーディングカード（4巻）、MAKOへのQ&A（14巻）などがある。ちなみに、通知表はコミックス本編登場より先である。
- コミックス第5巻では当初表紙には登場する予定はなかったが、予定されていた高野のイラストがボツになったため、急遽登場することになった。
- 原作では黒髪だが、アニメでは一条の髪の色は少し緑がかっている。
- アニメのエンディングにおける声優キャスト欄では一学期は最初の列の上から8番目に、OVAおよび二学期は上から9番目に表示される。ただし、欠員の都合で上にずれる場合が多々ある。
- 基本的にアニメの次回予告には登場しないが、一学期では1回だけ登場したことがある。
- アニメの二学期で一条の唄を歌っているのは一条役のMAKOではなくLiaである。また、アニメの英語版で一条を演じたのはキャリー・A・サヴェージである。その他、舞台「スーパーお芝居スクールランブル ～お猿さんだよ、播磨くん!～」では阪本麻美が一条を演じた。